# Wilhelm Tham

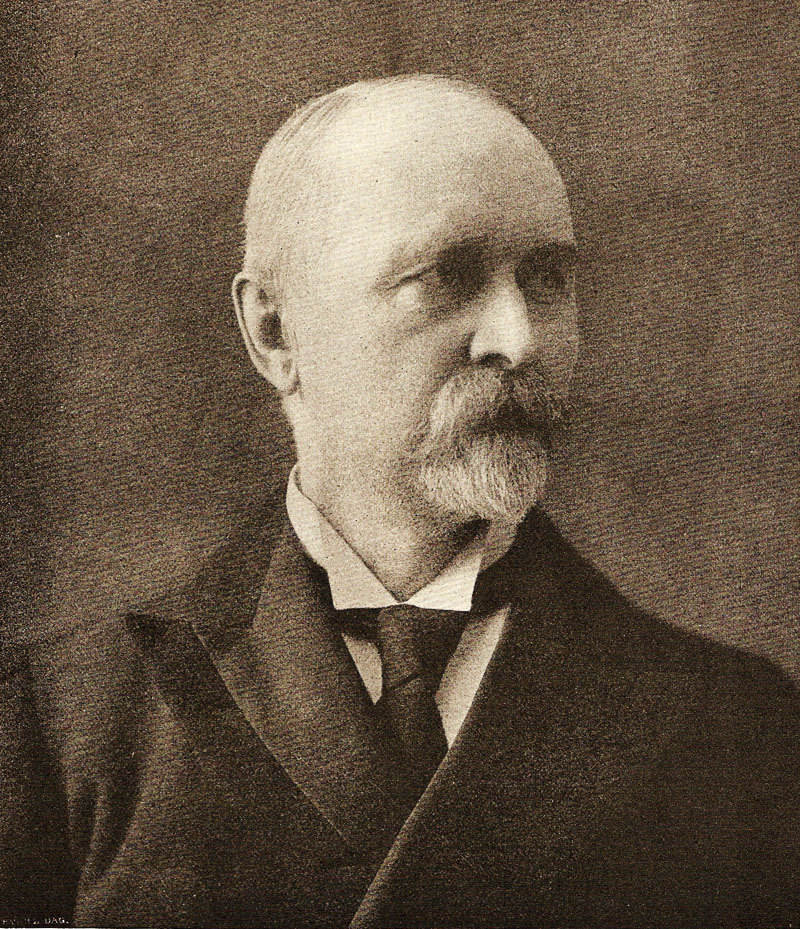
Wilhelm Tham (Umschlagsbild von var 8 dag Nr. 43/1906)

Gustaf Wilhelm Sebastian Tham (* 5. September 1839 in Samueldal bei Falun; † 2. August 1911 in Huskvarna) war ein schwedischer Industrieller und Mitglied des schwedischen Reichstages. Tham war ab 1877 Direktor der Husqvarna Vapenfabriks AB.

## Leben
Nach seinem Studienabschluss 1855 praktizierte Tham unter anderem von 1860 bis 1862 bei Motala Verkstad und setzte danach seine Ausbildung bei mehreren Werften und Maschinenfabriken im Ausland fort. 1870 bis 1874 bekleidete er erneut eine Stelle als Ingenieur bei Motala. Danach wechselte er als Direktor zur Huskvarna Vapenfabriks AB. Unter seiner Leitung wurde das Rüstungsgeschäft der Firma gefestigt und vor allem in den Bereichen Jagdwaffen sowie bei der Herstellung von Öfen, Herden, Nähmaschinen und Fahrrädern ausgebaut. Ab 1883 hatte er wesentlichen Einfluss auf den Bau der Bahnstrecke Jönköping–Gripenberg.
Tham vertrat von 1887 bis 1891 den Wahlkreis Jönköpings län in der ersten Kammer des Schwedischen Reichstages, war der schwedische Vertreter der Arbeitsplatzkongresse in Berlin 1890 und Brüssel 1897, wurde im Jahre 1899 Mitglied und ab 1900 Vorsitzender des Schlichtungs- und Schiedsgerichtsausschusses. 1905 war er Mitglied der Verhandlungskommission für den Handelsvertrag zwischen Schweden und Deutschland.
1901 spendete er Geld für den Bau der Kirche in Huskvarna, die 1908 eingeweiht wurde. Von den Gesamtkosten von fast 50.000 Kronen bezahlte Tham etwa die Hälfte. Zusammen mit seiner Frau stiftete er ferner Geld für den Bau eines Sportzentrums, das 1910 eröffnet wurde. Im Bereich der Stadtentwicklung von Huskvarna setzte er die Bebauung in Richtung Norden durch.
Ein Denkmal für Tham steht im Park neben der Sporthalle, sein Grabstein ist auf dem Friedhof von Huskvarna zu finden.
Nach Wilhelm Tham ist das 1912 gebaute und auf dem Götakanal verkehrende Schiff MS Wilhelm Tham benannt.